# Influenzavirus A subtype H7N9

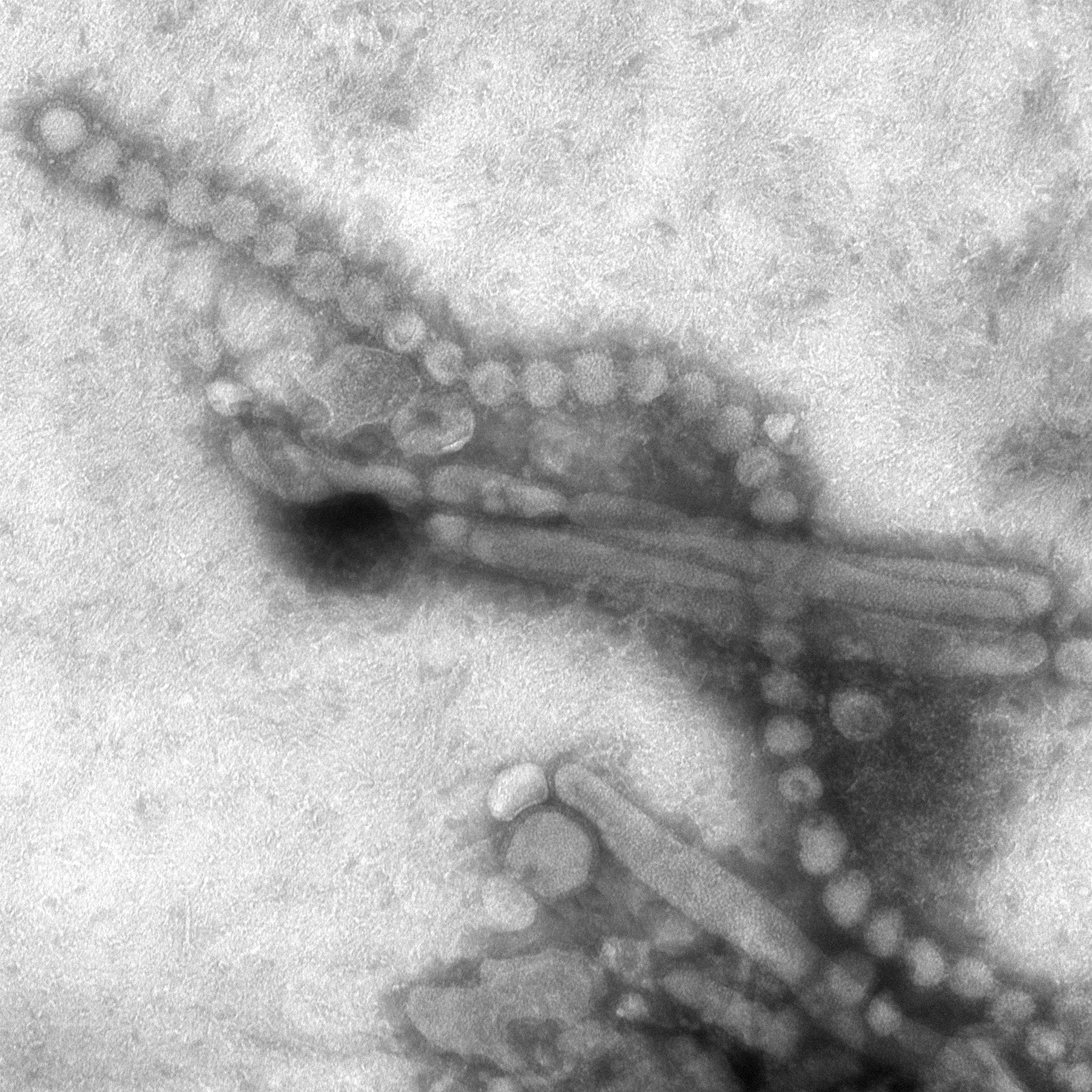
H7N9 gezien door een elektronenmicroscoop

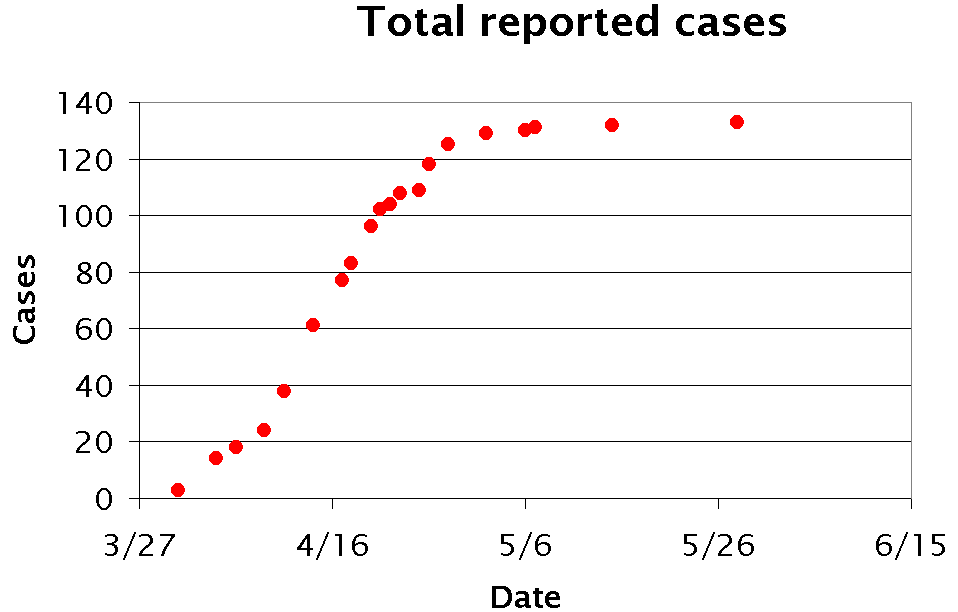
Totaal aantal gerapporteerde gevallen van H7N9 in 2013

H7N9 is een variant van het vogelgriepvirus die gevaarlijk is voor mensen. 
Het virus dook voor het eerst op in China in maart 2013. Men registreerde ook enkele sporadische gevallen in Taiwan, Maleisië, Hongkong en Canada. Het gaat hier om reizigers die de infectie in China hebben opgelopen. Buiten China zijn (anno 2017) nog geen uitbraken van H7N9 geregistreerd.
De symptomen lijken op die van gewone griep zoals koorts, hoesten, hoofdpijn en kortademigheid. Er kunnen ernstige complicaties optreden zoals longontsteking, acute luchtweginfectie en cytokinestorm. Het virus wordt, net als H5N1 als een van de dodelijkste vogelgriepvirussen voor de mens gezien. Overigens is onbekend, net als aanvankelijk bij H5N1 en Mexicaanse griep, hoe veel mensen de infectie subklinisch doormaken. De dodelijkheid wordt ingeschat naar rato van die patiënten, die het virus ziek genoeg maakte om naar een arts te gaan. De mortaliteit ligt bij symptomatische patiënten rond de 40%. Er is dus sprake van een mogelijkerwijs grote bias in de overlijdensstatistiek.
Tijdens de eerste uitbraak van het virus in 2013 werden 135 gevallen geregistreerd. Bij de tweede uitbraak in 2014 waren 320 gevallen, in 2015 telde men 226 gevallen en in 2016 waren 123 gevallen. Tijdens de uitbraak in 2017 waren dit er 424. De meeste mensen werden besmet na direct contact met pluimvee. Het virus is nauwelijks overdraagbaar van mens op mens. Tussen maart 2013 en 22 februari 2017 werden in totaal 1223 gevallen van H7N9 geregistreerd.
In tegenstelling tot andere vogelgriepvirussen hebben met H7N9 besmette vogels vaak geen of weinig symptomen. Het virus kan zich mogelijk sneller verspreiden van vogel op mens dan andere vogelgriepvirussen.
In 2013 ontwikkelden Chinese wetenschappers reeds een specifiek vaccin.